# تویوتا گازو ریسینگ دبلیوآرتی
تویوتا گازو ریسینگ دبلیو‌آر‌تی(سابق تیم رالی جهانی تویوتا گازو ریسینگ) (انگلیسی: Toyota Gazoo Racing WRT) یک تیم اتوموبیل‌رانی در مسابقات رالی قهرمانی جهان است، این تیم که زیرمجموعه شرکت تویوتا است مرکز آن در شهر ییواسکیلا، فنلاند و پتری، شهرستان هاریو، استونی است.
مدیر این تیم، راننده سابق رالی قهرمانی جهان، یاری-ماتی لاتوالا است، ترکیب رانندگان این تیم برای فصل ۲۰۲۵ عبارتند از ، کاله رووانپرا، سباستین اوژیه، الفین ایوانز، تاکاموتو کاتسوتا و لورنتسو برتلی.
این تیم اولین حضور خود را در مسابقات رالی قهرمانی جهان در فصل ۲۰۱۷ انجام داد.

## نگارخانه

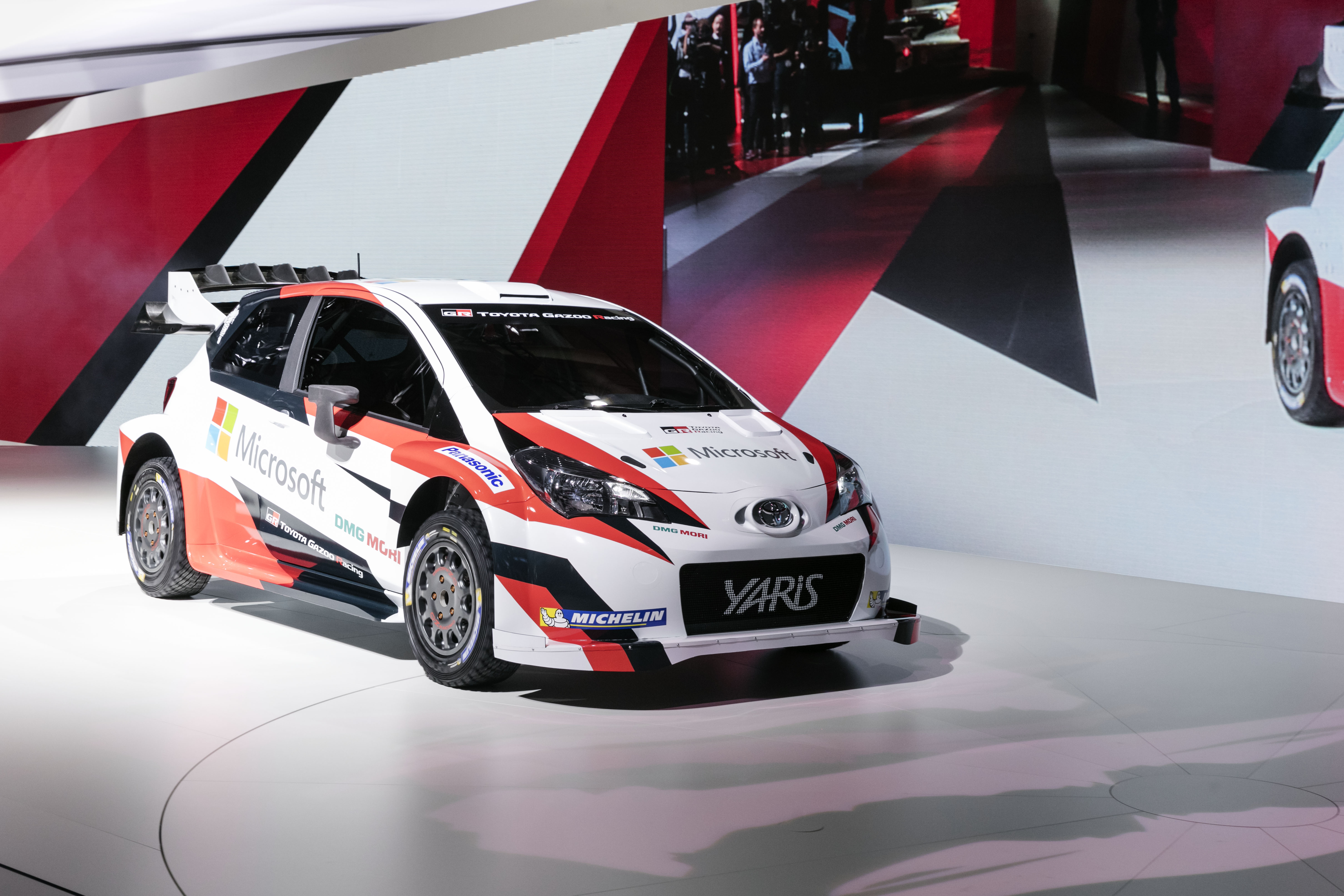
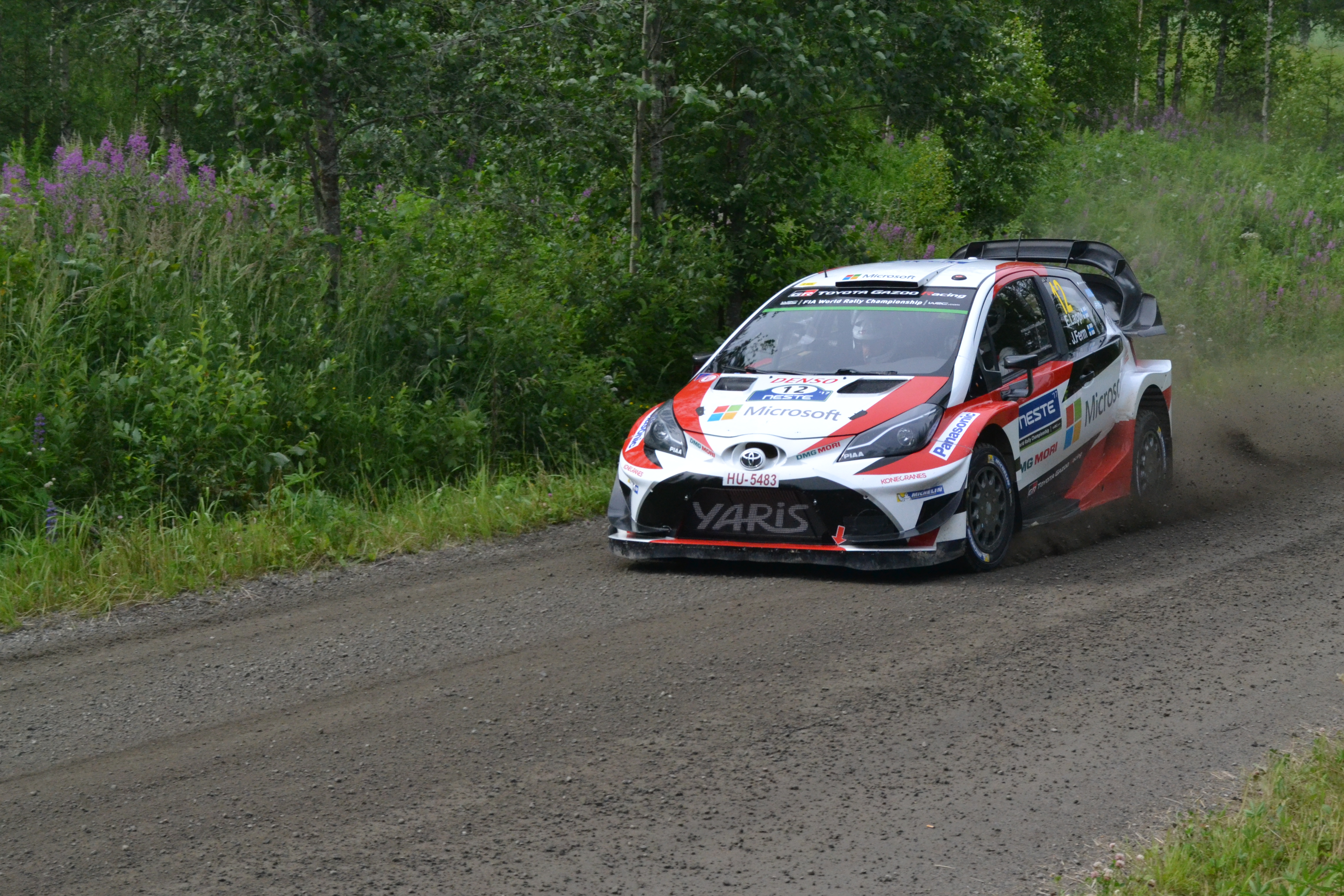
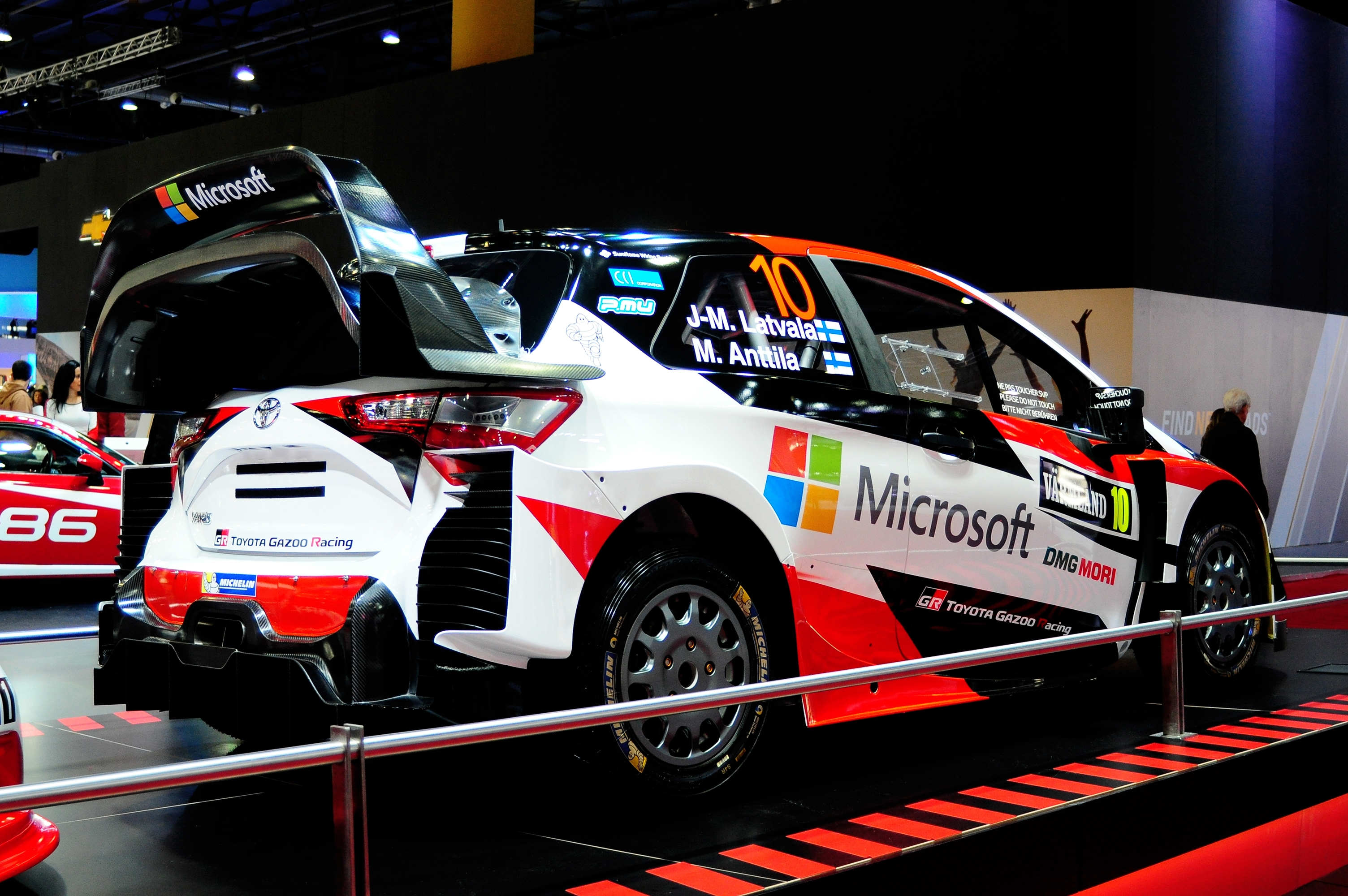